# Torchonspets

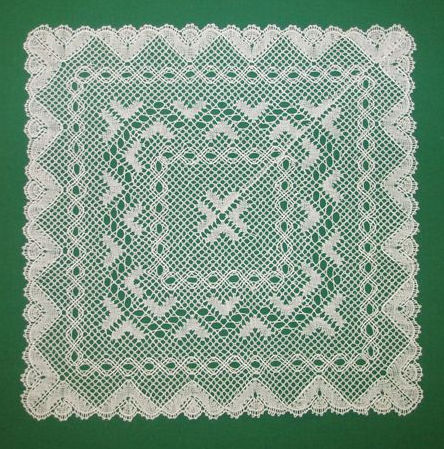
Torchonspets

Torchonspets är en enkel knypplad spets som ursprungligen tillverkades i Frankrike på 1500- och 1600-talen. I England var den folklig benämning tiggarspets.